# William Cumming Rose
William Cumming Rose (4 april 1887 – 25 september 1985) was een Amerikaanse biochemicus en voedingsdeskundige. Hij ontdekte het aminozuur threonine. Zijn onderzoek stelde de noodzaak van essentiële aminozuren in het dieet vast, en de minimale dagelijkse behoefte aan alle aminozuren voor optimale groei.

## Het vroege leven
William Cumming Rose werd geboren in Greenville, South Carolina. Hij bezocht verschillende plaatselijke scholen; zijn vader John M. Rose, die een Presbyteriaanse predikant was, begon William thuisonderwijs te geven in Latijn, Grieks en Hebreeuws toen hij 14 jaar oud was. Hij bestudeerde ook een inleidend chemie-leerboek van Ira Remsen. Hij volgde een universitaire opleiding aan Yale University en studeerde levensmiddelenchemie. In 1911 behaalde hij een PhD.

## Carrière
Rose gaf een tijdlang les aan University of Pennsylvania bij Alonzo E. Taylor. Taylor beval hem aan bij de University of Texas Galveston Medical School om een afdeling biochemie op te zetten. In 1922 ging hij naar de Universiteit van Illinois als hoogleraar fysiologische chemie, een titel die in 1936 werd veranderd in hoogleraar biochemie. Van 1922 tot 1955 transformeerde hij zijn afdeling tot een kenniscentrum voor de opleiding van biochemici.
In Illinois concentreerde Rose zijn onderzoekswerk op het metabolisme en de voeding van aminozuren. Hij ontdekte dat de toen bekende 19 aminozuren niet voldoende waren voor groei. Dit leidde in 1935 tot zijn ontdekking van de laatste van de gebruikelijke aminozuren, α-amino-β-hydroxy-n-boterzuur, later threonine genoemd. Zijn studies maakten ook onderscheid tussen de aminozuren die absoluut essentieel zijn en de aminozuren die alleen nodig zijn voor optimale groei. In juni 1949 publiceerde hij Amino Acids Requirements of Man.
Rose was van 1939 tot 1941 voorzitter van de American Society of Biological Chemists. Hij werd benoemd tot lid van de Food and Nutrition Board van de National Research Council, die overheidsinstanties adviseerde over voedingsaanbevelingen.